# 所有漂亮的小马驹
所有漂亮的小马驹（All the Pretty Little Horses）又名静静入眠（Hush-a-bye），是一首源自美国的摇篮曲。目前，学界并未完全探究清楚该歌曲的起源。一般都认为该歌曲源自非裔美国人社群。 